# Follow Me (E-Girlsの曲)
「Follow Me」（フォロー・ミー）は、E-Girlsの3作目のシングル曲。2012年10月3日にrhythm zoneより発売された。

## 概要
「CD+DVD」「CD」「ワンコインCD」の3形態で発売された。
DVDには前作「One Two Three」同様、曲が始まる前に学生のメンバーによる「制服ダンス」が披露されている。また、これまでのミュージックビデオで表現していた統一感のあるビジュアルに加え、メンバーの個性を活かしたビジュアルも披露している。
本作から、新たにbunnyのメンバーが参加。また、今作から曲のコンセプトに合わせて参加メンバーを変えていく方針となった。
オリコン週間シングルチャートでは前作より6倍アップの2位を記録した。また、Billboard Japan Hot 100(2012年10月15日付)週間2位、Billboard Japan Top Singles Sales(2012年10月15日付)週間2位、iTunes StoreのiTunes Weekly Chart - Top Songs （10/1 ~ 10/7）で2位、レコチョクビデオクリップランキング（10/3付）で1位をそれぞれ記録した。
2022年10月現在、YouTubeの公式MVの再生回数は8400万回以上でE-girlsのMVの中では最も再生数が多い。

## 参加メンバー
- Dream: Ami
- Happiness: SAYAKA・KAEDE・KAREN・YURINO
- FLOWER: 中島美央・藤井萩花・鷲尾伶菜・坂東希・佐藤晴美
- bunny: 武部柚那・武田杏香・石井杏奈・山口乃々華
- EGD: 須田アンナ・生田梨沙

## 収録曲

### CD
1. Follow Me
作詞：Shoko Fujibayashi、作曲：Jam9・ArmySlick、編曲：ArmySlick
  - ボーカルはDreamのAmi、HappinessのKAREN、FLOWERの鷲尾伶菜、bunnyの武部柚那。
  - サマンサタバサ「サマンサミューズALL STARS」CMソング[10][11]
  - テレビ朝日系『お願い!ランキング』2012年10月度エンディングテーマ[18]
  - 埼玉西武ライオンズの髙橋朋己投手・平良海馬投手が、主催試合での登場曲として使用している[19]。
  - アメリカ合衆国のロックバンド、ゼブラヘッドが、2019年のアルバム『ブレイン・インベーダー ～脳内ジャック』の日本盤ボーナス・トラックとして日本語でカバーした。
2. READY GO
作詞：Yu Shimoji、作曲：Kazuhiro Hara、編曲：h-wonder
  - ボーカルはDreamのAya・Erie、HappinessのKAREN、FLOWERの武藤千春、bunnyの武部柚那。
3. 好きですか?
作詞：Masato Odake、作曲：SHIBU、編曲：ArmySlick・M.I
  - ボーカルはDreamのShizuka、FLOWERの鷲尾伶菜。
4. ヒマワリ (E-Girls Version)
作詞：Jam9、作曲：Jam9・ArmySlick、編曲：h-wonder
  - Dreamのシングル「My Way〜ULala〜」に収録されている「ヒマワリ」をカバー。
  - ボーカルはDreamのShizuka・Aya・Ami・Erie、HappinessのKAREN、FLOWERの鷲尾伶菜・武藤千春、bunnyの武部柚那。
  - 福岡ソフトバンクホークスの今宮健太選手が登場曲として使用している[20]。
5. Follow Me (Instrumental)
6. READY GO (Instrumental)
7. 好きですか? (Instrumental)
8. ヒマワリ (E-Girls Version / Instrumental)

### CD+DVD
CD
1. Follow Me
2. READY GO
3. 好きですか?
4. ヒマワリ (E-Girls Version)
5. Follow Me (Instrumental)

DVD
1. Follow Me (Video Clip)
2. Follow Me (Making Clip)

## 収録アルバム
「Follow Me」
- 「Lesson 1」M-1
- 「COLORFUL POP」M-14 （COLORFUL ROCKとして別アレンジ収録）
- 「E.G. SMILE -E-girls BEST-」Disc1 M-3、Disc 2 M-10(中田ヤスタカ (CAPSULE) Remix)[21]、M-11 (D-Wayne Remix)[21]

「READY GO」
- 「Lesson 1」M-5

「好きですか？」
- 「Lesson 1」M-9

 「ヒマワリ(E-Girls Version)」
- 「Lesson 1」M-12